# 岡村公園
岡村公園（おかむらこうえん）は、神奈川県横浜市磯子区岡村にある都市公園である。

## 歴史
岡村天満宮の南側の丘に位置し、かつては「天満宮の梅林」として、杉田梅林と並ぶ景勝地として知られた。1937年（昭和12年）頃、現在テニスコートとなっている付近に岡村天満宮の新たな社殿を建て、鶴岡八幡宮に匹敵する大きな神社にする計画が建てられたが、不景気や満州事変・支那事変による社会情勢の変化で立ち消えになった。
1941年、第二次世界大戦の戦時体制により岸根公園や子安台公園とともに高射砲陣地が置かれた。戦後には進駐軍に接収されたが、接収が解除されるとテニスコートや野球場、運動広場が整備され、1950年5月25日に岡村公園が開園した。1954年測図（1961年修正測図）の地図では、まだ園内南東部には横浜駐屯地の分屯地があったことが読み取れる。1979年11月13日から1980年1月30日にかけて、当時磯子区内にあった自動車部品メーカー日本発条が創業40周年を記念し、市に100本の梅の木を寄贈して園内西側斜面に梅林が整備された。

## 園内
中央を南北に天神道路が通り、その東側に6面のテニスコートと野球場、西側に多目的広場がある。遊具広場と梅林はそれぞれ東西2か所にあり、梅林は西側、遊具広場は東側にあるものが規模が大きい。
岡村はフォークデュオのゆずのメンバーの出身地であり、デビューして間もない頃に地元住民を集めてライブを行ったことでも知られる。園内には、デビュー20周年を記念して2017年6月にユズの苗木が植えられた。